# Llangennech
Llangennech è un centro abitato del Galles, situato nella contea del Carmarthenshire.